# Schietsport op de Paralympische Zomerspelen 1996
Op de Xe Paralympische Spelen die in 1996 werden gehouden in het Amerikaanse Atlanta was de schietsport een van de 19 sporten die tijdens deze spelen werd beoefend.

## Evenementen
Er stonden bij het schieten 12 evenementen op het programma, 3 voor de mannen, 3 voor de vrouwen en 6 gemengde evenementen. 
Mannen
- Luchtgeweer, staand - SH1
- Luchtgeweer, 3x40 - SH1
- Vrij geweer, 3x40 - SH1
- Luchtpistool, SH1

Vrouwen
- Luchtgeweer, staand - SH1
- Luchtgeweer, 3x20 - SH1
- Standaard geweer, 3x20 - SH1
- Luchtpistool, SH1

Gemengd
- Luchtgeweer, 3x40 - SH2
- Luchtgeweer, staand - SH2
- Luchtgeweer, liggend - SH1
- Luchtgeweer, liggend - SH2
- Vrij geweer, liggend - SH2
- Sportpistool, SH1
- Vrij pistool .22, SH1
- Engelse Wedstrijd, SH1

## Mannen

### Luchtgeweer
| Klasse | Onderdeel | Punten | Land | Goud            | Land | Zilver         | Land | Brons           |
| ------ | --------- | ------ | ---- | --------------- | ---- | -------------- | ---- | --------------- |
| SH1    | staand    | 687.8  | KOR  | Tae Ho Han      | SLO  | Franc Pinter   | GER  | Franz Falke     |
| SH1    | 3x40      | 1289.7 | SWE  | Jonas Jacobsson | GER  | Josef Neumaier | GER  | Alfred Berniger |

### Luchtpistool
| Klasse | Punten | Land | Goud              | Land | Zilver              | Land | Brons            |
| ------ | ------ | ---- | ----------------- | ---- | ------------------- | ---- | ---------------- |
| SH1    | 662.2  | RUS  | Andrey Lebedinsky | AUT  | Hubert Aufschnaiter | ITA  | Antonio Martella |

### Vrij geweer
| Klasse | Onderdeel | Punten | Land | Goud           | Land | Zilver        | Land | Brons            |
| ------ | --------- | ------ | ---- | -------------- | ---- | ------------- | ---- | ---------------- |
| SH1    | 3x40      | 1238.3 | GER  | Josef Neumaier | ISR  | Doron Sheziri | SWE  | Bjorn Samuelsson |

## Vrouwen

### Luchtgeweer
| Klasse | Onderdeel | Punten | Land | Goud          | Land | Zilver        | Land | Brons         |
| ------ | --------- | ------ | ---- | ------------- | ---- | ------------- | ---- | ------------- |
| SH1    | staand    | 491.3  | GBR  | Deanna Coates | CHN  | Nan Zhang     | KOR  | Im Yeon Kim   |
| SH1    | 3x20      | 690.1  | KOR  | Im Yeon Kim   | GBR  | Deanna Coates | GER  | Sabine Brogle |

### Luchtpistool
| Klasse | Punten | Land | Goud           | Land | Zilver       | Land | Brons           |
| ------ | ------ | ---- | -------------- | ---- | ------------ | ---- | --------------- |
| SH1    | 456.9  | YUG  | Ruzica Aleksov | DEN  | Lone Overbye | RSA  | Rosabelle Riese |

### Standaard geweer
| Klasse | Onderdeel | Punten | Land | Goud        | Land | Zilver        | Land | Brons         |
| ------ | --------- | ------ | ---- | ----------- | ---- | ------------- | ---- | ------------- |
| SH1    | 3x20      | 661.8  | KOR  | Im Yeon Kim | FRA  | Michele Amiel | GER  | Sabine Brogle |

## Gemengd

### Luchtgeweer
| Klasse | Onderdeel | Punten | Land | Goud                  | Land | Zilver            | Land | Brons           |
| ------ | --------- | ------ | ---- | --------------------- | ---- | ----------------- | ---- | --------------- |
| SH2    | 3x40      | 1198   | SWE  | Lotta Helsinger       | SWE  | Thomas Johansson  | ITA  | Santo Mangano   |
| SH1    | liggend   | 705.8  | IRI  | Enayatollah Bokharaei | DEN  | Kazimierz Mechula | SWE  | Jonas Jacobsson |
| SH2    | liggend   | 705.8  | SWE  | Thomas Johansson      | SWE  | Lotta Helsinger   | ITA  | Santo Mangano   |
| SH2    | staand    | 703.2  | SWE  | Thomas Johansson      | ITA  | Santo Mangano     | SWE  | Lotta Helsinger |

### Vrij pistool
| Klasse | Onderdeel | Punten | Land | Goud                    | Land | Zilver         | Land | Brons             |
| ------ | --------- | ------ | ---- | ----------------------- | ---- | -------------- | ---- | ----------------- |
| SH1    | .22       | 620.9  | ESP  | Francisco Angel Soriano | YUG  | Ruzica Aleksov | RUS  | Andrey Lebedinsky |

### Sportpistool
| Klasse | Punten | Land | Goud              | Land | Zilver         | Land | Brons           |
| ------ | ------ | ---- | ----------------- | ---- | -------------- | ---- | --------------- |
| SH1    | 682.3  | RUS  | Andrey Lebedinsky | AUS  | James Nomarhas | GER  | Roland Hartmann |

### Engelse wedstrijd
| Klasse | Punten | Land | Goud            | Land | Zilver        | Land | Brons              |
| ------ | ------ | ---- | --------------- | ---- | ------------- | ---- | ------------------ |
| SH1    | 691.4  | SWE  | Jonas Jacobsson | ISR  | Doron Sheziri | ITA  | Oscar de Pellegrin |

Atletiek · Bankdrukken · Basketbal · Boogschieten · Boccia · CP-voetbal · Goalball · Judo · Koersbal · Paardensport · Schermen · Schietsport · Tafeltennis · Tennis · Volleybal · Wielersport · Zeilen · Zwemmen
Toronto 1976 ·
Arnhem 1980 ·
New York & Stoke Mandeville 1984 ·
Seoel 1988 ·
Barcelona 1992 ·
Atlanta 1996 ·
Sydney 2000 ·
Athene 2004 ·
Peking 2008 ·
Londen 2012 ·
Rio de Janeiro 2016 ·
Tokio 2020 ·
Parijs 2024 ·
Los Angeles 2028